# العلاقات اليابانية الإستونية
العلاقات اليابانية الإستونية هي العلاقات الثنائية التي تجمع بين اليابان وإستونيا.

## مقارنة بين البلدين
هذه مقارنة عامة ومرجعية للدولتين:
| وجه المقارنة                                              | اليابان         | إستونيا                                                                             |
| --------------------------------------------------------- | --------------- | ----------------------------------------------------------------------------------- |
| المساحة (كم2)                                             | 377.97 ألف      | 45.34 ألف                                                                           |
| عدد السكان (نسمة)                                         | 126.79 مليون    | 1.32 مليون                                                                          |
| الكثافة السكانية (ن./كم²)                                 | 335.45          | 29.11                                                                               |
| العاصمة                                                   | طوكيو           | تالين                                                                               |
| اللغة الرسمية                                             | اللغة اليابانية | اللغة الإستونية                                                                     |
| العملة                                                    | ين ياباني       | يورو، كرون إستوني، كرون إستوني، المارك الإستوني                                     |
| الناتج المحلي الإجمالي (بليون دولار)                      | 4.87 تريليون    | 25.92 مليار                                                                         |
| الناتج المحلي الإجمالي (تعادل القوة الشرائية) بليون دولار | 5.18 تريليون    | 38.11 مليار                                                                         |
| الناتج المحلي الإجمالي الاسمي للفرد دولار أمريكي          | 34.52 ألف       | 17.79 ألف                                                                           |
| الناتج المحلي الإجمالي للفرد دولار أمريكي                 | 36.62 ألف       | 28.14 ألف                                                                           |
| مؤشر التنمية البشرية                                      | 0.903           | 0.871                                                                               |
| رمز المكالمات الدولي                                      | +81             | +372                                                                                |
| رمز الإنترنت                                              | .jp             | .ee                                                                                 |
| المنطقة الزمنية                                           | توقيت اليابان   | ت ع م+02:00، ت ع م+03:00، توقيت شرق أوروبا، أوروبا/تالين ‏، توقيت شرق أوروبا الصيفي ‏ |

## منظمات دولية مشتركة
يشترك البلدان في عضوية مجموعة من المنظمات الدولية، منها:
| علم المنظمة | اسم المنظمة                               | تاريخ انضمام اليابان | تاريخ انضمام إستونيا |
| ----------- | ----------------------------------------- | -------------------- | -------------------- |
|             | منظمة التعاون الاقتصادي والتنمية          | ?                    | ?                    |
|             | منظمة التجارة العالمية                    | ?                    | ?                    |
|             | الاتحاد البريدي العالمي                   | ?                    | ?                    |
|             | الوكالة الدولية للطاقة                    | ?                    | ?                    |
|             | مجموعة الموردين النوويين                  | ?                    | ?                    |
|             | يونسكو                                    | 2 يوليو 1951         | 14 أكتوبر 1991       |
|             | الفريق المعني برصد الأرض                  | ?                    | ?                    |
|             | مؤسسة التمويل الدولية                     | 20 يوليو 1956        | 9 أغسطس 1993         |
|             | المركز الدولي لتسوية المنازعات الاستشارية | 16 سبتمبر 1967       | 23 يوليو 1992        |
|             | منظمة حظر الأسلحة الكيميائية              | ?                    | ?                    |
|             | مؤسسة التنمية الدولية                     | 27 ديسمبر 1960       | 11 أكتوبر 2008       |
|             | مجموعة أستراليا                           | 1985                 | 2004                 |
|             | وكالة ضمان الاستثمار متعدد الأطراف        | 12 أبريل 1988        | 24 سبتمبر 1992       |
|             | الاتحاد الدولي للاتصالات                  | 29 يناير 1879        | 19 مايو 1922         |
|             | منظمة الشرطة الجنائية الدولية             | ?                    | ?                    |
|             | الأمم المتحدة                             | 18 ديسمبر 1956       | 17 سبتمبر 1991       |
|             | البنك الدولي للإنشاء والتعمير             | 13 أغسطس 1952        | 23 يونيو 1992        |
|             | المنظمة الهيدروغرافية الدولية             | ?                    | ?                    |

## وصلات خارجية
- موقع وزارة الخارجية اليابانية
- موقع وزارة الخارجية الإستونية